# سیارک ۲۰۳۷۹
سیارک ۲۰۳۷۹ (به انگلیسی: 20379 Christijohns، نامگذاری:1998KS47) بیست هزار و سیصد و هفتاد و نهمین سیارک کشف شده‌است که در ۲۲ مه ۱۹۹۸ کشف شد.
قدر مطلق سیارک برابر ۱۶.۲ است.